# El-Gemil
El-Gemil (o Al Jamīl o El Gemil o Jumayl o Aljmail) è una città della Libia, nel 
distretto di al-Nuqat al-Khams.
Si trova a circa 10 km da Zuara, il capoluogo del distretto.